# Ајбељ
Ајбељ (словен. Ajbelj, у старијим изворима Ajbel,   и такође   or Eibl) је насеље у општини Костел у југоисточној Словенији.

## Географија
Ајбељ је линеарно насеље које се налази на брду изнад Каптола на надморској висини од 618,4 м, а простире се на површини од 1,99² км. Југоисточно се пружа крашко поље и шумско земљиште. Од животињског света има много дивљих свиња, медведа, јелена, лисица и јазаваца.

## Историја
До територијалне реорганизације у Словенији, налазио се у саставу старе општине Кочевје.

## Становништво
Приликом пописа становништва 2011. године Ајбељ је имао 9 становника.
| Број становника по пописима | Број становника по пописима | Број становника по пописима |
| --------------------------- | --------------------------- | --------------------------- |
| 1991                        | 2002                        | 2011                        |
| 7                           | 6                           | 9                           |

## Културна баштина
У насељу Ајбељ налази се 5 регистрованих непокретних културних добара Републике Словеније. Најпознатији су Црква светог Јернеја из 17. века и капелица Мајке Божије с почетка 19. века.

## Галерија
- Црква
- Капелица и звоно
- Сеоско гробље
- Распеће
- Сеоска кућа
- Врата на старој кући
- Пајзаж